# A tutto reality
A tutto reality (Total Drama) è una serie animata canadese, parodia dei reality show. La serie va in onda dal 2007 in Canada sulla rete satellitare Teletoon e negli Stati Uniti dal 2008 su Cartoon Network. In Italia la serie viene trasmessa dal 2010, in fasi differenti, su K2. Lo stile della serie è una parodia dei reality show tipo Survivor e L'isola dei famosi. Nelle prime 5 stagioni c'erano due finali alternativi con un vincitore differente. In Canada o Stati Uniti d'America il vincitore viene scelto tramite un sondaggio, mentre negli altri paesi, come in Italia, la rete trasmittente sceglie autonomamente il finale da mandare in onda. Mentre nel revival ogni vincitore che vince per primo è il vincitore ufficiale.
La serie è composta dalle stagioni intitolate A tutto reality - L'isola, A tutto reality - Azione!, A tutto reality - Il tour, A tutto reality - La vendetta dell'isola, A tutto reality - All-Stars e A tutto reality - L'isola di Pahkitew. Nel 2016 è stato trasmesso uno spin-off della serie principale, A tutto reality presenta: Missione Cosmo Ridicola, seguito da un ulteriore spin-off nel 2018, A tutto reality - Le origini.
Nel 2018 Tom McGillis, il produttore della serie, annuncia la cancellazione della serie, che però viene smentita il 17 febbraio 2021 quando viene annunciata una nuova stagione, revival di A tutto reality - L'isola, divisa in due parti. La prima parte è trasmessa in USA e Canada su Cartoon Network e Boomerang e pubblicata anche sulla piattaforma streaming HBO Max, mentre in Italia viene trasmessa regolarmente su K2 dal 10 aprile 2023. La stagione si intitola A tutto reality - L'isola: Il ritorno.

## Produzione
I creatori della serie sono Jennifer Pertsch e Tom McGillis (che hanno esaminato le caratteristiche degli adolescenti del periodo per conoscere cosa può e non può piacere a loro nelle loro serie) ed essa è sviluppata da Teletoon e Fresh TV Inc., distribuito da Cake Entertainment, ed è diretto da Todd Kauffman e Mark Thornton (di Neptoon Studios) nelle prime due stagioni e da Keith Oliver e Chad Hicks nella parte restante. Tom McGillis dice che hanno usato un progetto di ricerche nazionali in Internet per determinare i piaceri dei telespettatori. I personaggi sono stati disegnati da Todd Kauffman, mentre i soci di Fresh TV Inc., Tom McGillis, Jennifer Pertsch, George Elliott e Brian Irving, hanno prodotto la serie. Essa è stata animata in Adobe Flash, in uno studio di animazione di Elliott a Toronto. La serie è in parte finanziata dal Canada Media Fund (precedentemente dal Canadian Television Fund) e dal Canadian Film or Video Production Tax Credit. La 1ª stagione è stata finanziata anche da Xenpohile Media, Bell Broadcast e New Media Fund e il bilancio, sempre della 1ª stagione, è stato di 8 milioni di dollari.. Ogni membro del cast e della troupe della serie canadese hanno firmato un accordo di riservatezza per non rivelare chi era il vincitore prima di trasmettere la puntata finale di ogni stagione. Inizialmente quando era cominciata la produzione nel 2006 il titolo originale della serie doveva essere Camp TV; successivamente, prima di andare in onda in Canada, è stato adottato l'attuale titolo di Total Drama, tradotto poi in italiano in A tutto reality.

## Trama
Ogni stagione è la parodia di determinati reality ed è ambientata in luoghi diversi: la prima stagione al Campo Wawanakwa, un'isola immaginaria situata in una zona non precisata in Muskoka, Ontario; la seconda in uno studio cinematografico abbandonato a Toronto in Ontario; nella terza stagione i concorrenti girano il mondo a bordo del Jumbo Jet, che sembra essere strutturalmente instabile. Nella quarta stagione si torna al Campo Wawanakwa, diventato radioattivo a causa del deposito di scorie nucleari su di essa, con 13 nuovi concorrenti. Nella quinta stagione si è sempre al Campo Wawanakwa, questa volta (parzialmente) decontaminato. La sesta stagione si svolge sull'isola di Pahkitew (visto l'affondamento di Wawanakwa nella stagione precedente), un'isola questa volta meccanica, in una zona non precisata in Canada occidentale, con 14 nuovi concorrenti. Lo spin-off Missione Cosmo Ridicola prevede invece un giro del mondo di tappa in tappa con lo scopo di arrivare alla meta finale per vincere 1 milione di dollari. Alcuni dei concorrenti sono già conosciuti per aver partecipato ad "A tutto reality", come Owen, Noah, Geoff e Leonard. Il tutto condotto da un conduttore nuovo di zecca, Don, a cui si ispirano i famosi "Don Box", che servono per dare le dritte sulla prossima tappa. 
Nella settima stagione (revival) si ritorna nuovamente al Campo Wawanakwa, con 16 nuovi agguerriti concorrenti.
Nella seconda parte del revival, il reality si svolge sempre al Campo Wawanakwa con i 16 concorrenti della prima parte.

## Episodi
| Serie                                             | Episodi        | Prima TV Mondiale | Prima TV Italia | Vincitore           |
| ------------------------------------------------- | -------------- | ----------------- | --------------- | ------------------- |
| A tutto reality - L'isola                         | 26 + Speciale  | 2007-2008         | 2010            | Owen                |
| A tutto reality - Azione!                         | 26 + Speciale  | 2009-2010         | 2010-2011       | Beth                |
| A tutto reality - Il tour                         | 26             | 2010-2011         | 2011            | Heather             |
| A tutto reality - La vendetta dell'isola          | 13             | 2012              | 2012            | Cameron             |
| A tutto reality - All-Stars                       | 13             | 2013              | 2014            | Zoey                |
| A tutto reality - L'isola di Pahkitew             | 13             | 2014              | 2014            | Shawn               |
| A tutto reality presenta: Missione Cosmo Ridicola | 26             | 2015              | 2016            | MacArthur & Sanders |
| A tutto reality: le origini                       | 152 + Speciale | 2018-2023         | 2019-2023       | N/D                 |
| A tutto reality - L'isola: Il ritorno             | 13+13          | 2023-2024         | 2023-2024       | Priya Wayne         |

## Stagioni

### A tutto reality - L'isola
A tutto reality - L'isola (Total Drama: Island) è la prima stagione della serie, andata in onda in prima visione in Canada su Teletoon dall'8 luglio 2007 e in Italia dal 24 febbraio 2010 su K2. La stagione è ambientata a Campo Wawanakwa, un'isola immaginaria situata in una zona non precisata in Muskoka, nell'Ontario. La competizione è basata sul tema del campeggio estivo ed è una gara di sopravvivenza tra 22 concorrenti, il vincitore otterrà 100000 $. I concorrenti della prima stagione sono: Beth, Bridgette, Cody, Courtney, DJ, Duncan, Eva, Ezekiel, Geoff, Gwen, Harold, Heather, Izzy, Justin, Katie, Leshawna, Lindsay, Noah, Owen, Sadie, Trent e Tyler.

### A tutto reality - Azione!
A tutto reality - Azione! (Total Drama: Action) è la seconda stagione. Ha debuttato in Canada su Teletoon l'11 gennaio 2009 e in Italia su K2 il 31 ottobre 2010. I concorrenti sono 14 personaggi di A tutto reality - L'isola: Beth, Bridgette, DJ, Duncan, Geoff, Gwen, Harold, Heather, Izzy, Justin, Leshawna, Lindsay, Owen e Trent. Courtney debutta a metà stagione, dopo aver fatto causa al programma. In questa stagione, i concorrenti vengono portati in uno studio cinematografico abbandonato nel centro di Toronto, nell'Ontario. Le sfide sono basate sui generi dei film e il premio finale è di 1000000 $. Cody, Eva, Ezekiel, Katie, Noah, Sadie e Tyler, che non competono, appaiono nel doposhow, uno spettacolo supplementare condotto da Bridgette e Geoff, i primi due concorrenti eliminati.

### A tutto reality - Il tour
A tutto reality - Il tour (Total Drama: World Tour) è la terza stagione del franchise. In questa stagione, 17 concorrenti girano intorno al mondo, e competono in sfide a tema culturale dei paesi o delle regioni che visitano. Oltre a quindici concorrenti già conosciuti (Bridgette, Cody, Courtney, DJ, Duncan, Ezekiel, Gwen, Harold, Heather, Izzy, Leshawna, Lindsay, Noah, Owen e Tyler), ne vengono presentati due nuovi, Sierra e Alejandro. Inoltre, un terzo personaggio nuovo, Blaineley, compete a metà della stagione. Beth, Eva, Geoff, Justin, Katie, Sadie e Trent appaiono nel doposhow. Il premio per questa stagione è nuovamente di 1000000 $.

### A tutto reality - La vendetta dell'isola
A tutto reality - La vendetta dell'isola (Total Drama: Revenge of the Island) è la quarta stagione, composta da 13 episodi. In Canada è stata trasmessa dal 5 gennaio 2012, in Italia la prima puntata è andata in onda in anteprima su K2 il 9 gennaio 2012. 13 nuovi concorrenti si affrontano nuovamente a Campo Wawanakwa, che è diventato radioattivo in seguito al deposito di scorie radioattive depositate da una ditta di smaltimento di rifiuti tossici. Vengono formate due squadre: i Ratti Tossici e le Larve Mutanti. I nomi dei nuovi concorrenti sono Anne Maria, B, Brick, Cameron, Dakota, Dawn, Jo, Lightning, Mike, Sam, Scott, Staci e Zoey. Il premio è ancora di 1000000 $.

### A tutto reality - All-StarseA tutto reality - L'isola di Pahkitew
A tutto reality - All Stars (Total Drama: All Stars) è la prima metà della quinta stagione, composta da 13 episodi. È stata trasmessa negli Stati Uniti dal 10 settembre 2013 su Cartoon Network, mentre in Canada è andata in onda dal 9 gennaio 2014 su Teletoon e in Italia dal 3 marzo 2014 su K2. I concorrenti sono 14 partecipanti delle precedenti stagioni (Alejandro, Cameron, Courtney, Duncan, Gwen, Heather, Jo, Lightning, Lindsay, Mike, Sam, Scott, Sierra e Zoey), che si sfidano per la terza volta a Campo Wawanakwa, che è stato (parzialmente) decontaminato dai rifiuti tossici. Vengono formate due squadre: i Criceti Eroici e gli Avvoltoi Malvagi. Il montepremi è ancora una volta di 1000000 $.
A tutto reality - L'isola di Pahkitew (Total Drama: Pahkitew Island) è la seconda metà di episodi della quinta stagione, composta da 13 episodi. Negli Stati Uniti la stagione è andata in onda dal 7 luglio 2014 su Cartoon Network, mentre in Canada dal 4 settembre 2014 su Teletoon. L'Italia è stato il primo paese a trasmettere la stagione, che è andata in onda dal 13 giugno 2014 in anteprima mondiale su K2. 14 nuovi concorrenti (Amy, Beardo, Dave, Ella, Jasmine, Leonard, Max, Rodney, Samey, Scarlett, Shawn, Sky, Sugar e Topher) si sfidano per la prima volta in una nuova isola chiamata Pahkitew. Vengono formate due squadre: la Wâneyihtam Maskwak e la Pimâpotew Kinosewak.

### A tutto reality - L'isola: Il ritorno
A tutto reality - L'isola: Il ritorno (Total Drama Island 2023) è la sesta stagione divisa in due parti, nonché un revival annunciato nel febbraio 2021, composta da 26 episodi. Negli Stati Uniti e in Canada la stagione andrà in onda su Cartoon Network e Boomerang e, successivamente, saranno pubblicate sulla piattaforma di streaming HBO Max. L'Italia è stato il primo paese a trasmettere la prima parte della stagione composta da 13 episodi che è andata in onda dal 10 aprile 2023 in anteprima mondiale su K2. 16 nuovi concorrenti (Axel, Bowie, Caleb, Chase, Damien, Emma, Julia, Mary Kate detta “MK”, Millie, Nichelle, Priya, Rajesh detto “Raj”, Ripper, Lauren detta “Scary Girl”, Wayne e Hezekias detto “Zee”.) si sfidano in una nuova isola che richiama esteticamente il già citato Campo Wawanakwa. Vengono formate due squadre: le Trote Feroci e le Rane della Morte. Come nelle edizioni precedenti, il montepremi è ancora una volta di 1000000 $. La seconda parte della stagione ha 13 episodi, ed è stata trasmessa in anteprima mondiale di nuovo in Italia, a partire dal 27 novembre 2023 su Discovery+ e il 4 dicembre 2023 su K2, con il ritorno di tutti i concorrenti della prima parte della stagione, che si divideranno in due squadre: Faccia da Topo e Natiche di Puzzola. Nonostante il titolo, queste stagioni non sono un reboot, dato che mantengono la continuità temporale delle stagioni precedenti.

## Spin-off

### A tutto reality presenta: Missione Cosmo Ridicola
A tutto reality presenta: Missione Cosmo Ridicola (Total Drama Presents: The Ridonculous Race) è uno spin-off della serie originale, composto da 26 episodi. È stato trasmesso negli Stati Uniti dal 7 settembre 2015 su Cartoon Network, in Canada dal 4 gennaio 2016 su Teletoon e in Italia dal 7 gennaio 2016 su K2. Si tratta di una parodia del reality show statunitense The Amazing Race, a cui partecipa un cast completamente rinnovato e diviso in coppie, con la partecipazione di qualche vecchio concorrente e Don, un nuovo presentatore. Il montepremi è di un 1000000 $.

### A tutto reality - Le origini
A tutto reality - Le origini (Total DramaRama) è un ulteriore spin-off della serie, composto da 52 episodi di 11 minuti ciascuno. Inizialmente si sarebbe dovuto chiamare Total Drama Daycare. Il primo episodio è stato pubblicato online il 30 luglio 2018, in Italia è stato trasmesso dall'8 aprile 2019 su K2. Lo spin-off è ambientato in un universo alternativo in cui i personaggi frequentano un asilo nido, sono presenti alcuni concorrenti della prima stagione e alcuni personaggi della serie animata 6teen. I personaggi di questa stagione sono Chef Hatchet, Duncan, Beth, Owen, Jude (da 6teen), Izzy, Courtney, Leshawna, Harold, Noah, Bridgette, Cody, Gwen, Sugar e Lightning.

## Revival
Nel febbraio 2021 è stata annunciata la produzione di due nuove stagioni,  di A tutto reality - L'isola, che verranno trasmesse in USA e Canada su Cartoon Network e Boomerang e pubblicate anche sulla piattaforma di streaming HBO Max, mentre in Italia verranno regolarmente trasmesse su K2.
Il 6 ottobre 2022 viene pubblicato il cast ufficiale composto da 16 nuovi concorrenti: Axel, Bowie, Caleb, Chase, Damien, Emma, Julia, MK, Millie, Nichelle, Priya, Raj, Ripper, Scary Girl, Wayne e Zee, divisi in due squadre: le Trote Feroci e le Rane della Morte.
Il 23 marzo 2023 è stato mandato in onda su K2 in anteprima mondiale il primo teaser trailer italiano della nuova stagione revival. In Italia la serie ha debuttato il 10 aprile 2023 su Discovery+ e su K2.
Il 20 novembre 2023, è stato mandato in onda, sempre su K2 in anteprima mondiale, il primo teaser trailer italiano della seconda parte della stagione. In Italia la serie ha debuttato il 27 novembre 2023 su Discovery+, invece su K2 il 4 dicembre 2023.

## Personaggi e doppiatori
| Personaggio                    | Doppiatori originali                                                      | Doppiatori italiani                                                           |
| Conduttori                     | Conduttori                                                                | Conduttori                                                                    |
| ------------------------------ | ------------------------------------------------------------------------- | ----------------------------------------------------------------------------- |
| Christian "Chris" McLean       | Christian Potenza (st. 1-5.2) Terry McGurrin (st. 6+)                     | Alessandro Quarta                                                             |
| Norbert "Chef" Hatchet         | Clé Bennett (st. 1-5.2) Deven Mack (TDR e st. 6+)                         | Roberto Draghetti (st. 1-5.2 e TDR st. 1) Dario Oppido (TDR st. 2-3 e st. 6+) |
| Mildred "Blaineley" O'Halloran | Carla Collins                                                             | Claudia Razzi                                                                 |
| Josh                           | Dwayne Hill                                                               | David Chevalier                                                               |
| Don                            | Terry McGurrin                                                            | Riccardo Niseem Onorato                                                       |
| Concorrenti                    |                                                                           |                                                                               |
| Beth                           | Sarah Gadon                                                               | Antonella Baldini                                                             |
| Bridgette                      | Kristin Fairlie                                                           | Ilaria Latini (st. 1-4) Valentina Mari (TDR)                                  |
| DJ                             | Clé Bennett                                                               | Simone Crisari                                                                |
| Gwen                           | Megan Fahlenbock (st. 1-5.1 e TDR ep. 1×14) Lilly Bartlam (TDR)           | Laura Latini (st. 1-4) Roberta De Roberto (st. 5.1 e TDR)                     |
| Heather                        | Rachel Wilson                                                             | Monica Ward                                                                   |
| Geoff                          | Dan Petronijevic                                                          | Stefano Crescentini                                                           |
| Katie                          | Stephanie Anne Mills                                                      | Gemma Donati                                                                  |
| Sadie                          | Lauren Lipson                                                             | Letizia Ciampa                                                                |
| Izzy                           | Katie Crown                                                               | Micaela Incitti (st. 1-5.1) Rossella Acerbo (TDR)                             |
| Harold                         | Brian Froud (st. 1-3) Darren Frost (TDR)                                  | Luigi Morville                                                                |
| Courtney                       | Rochelle Wilson (1×01-1×02, st. 1) Emilie-Claire Barlow (1×03, st. 2-TDR) | Monica Vulcano                                                                |
| Duncan                         | Drew Nelson                                                               | Christian Iansante                                                            |
| Owen                           | Scott McCord                                                              | Fabrizio Vidale (st. 1-5.1 e TRR) Massimo De Ambrosis (TDR e st. 6.2)         |
| Tyler                          | Peter Oldring                                                             | Fabrizio Manfredi                                                             |
| Leshawna                       | Novie Edwards (st. 1-3) Bahia Watson (TDR)                                | Laura Lenghi                                                                  |
| Cody                           | Peter Oldring (st. 1-3) Wyatt White (TDR)                                 | Davide Perino                                                                 |
| Justin                         | Adam Reid                                                                 | Massimiliano Alto (st. 1-3) Gabriele Lopez (Special 2)                        |
| Lindsay                        | Stephanie Anne Mills                                                      | Alessia Amendola (st. 1-4) Valentina Mari (st. 5.1)                           |
| Trent                          | Scott McCord                                                              | Alessandro Campaiola                                                          |
| Noah                           | Carter Hayden (st. 1-3 e TRR) Cory Doran (TDR)                            | Andrea Mete                                                                   |
| Ezekiel                        | Peter Oldring                                                             | Corrado Conforti (st. 1, 1×01-1×02, Special) Gianluca Crisafi (1×22, st. 2-3) |
| Eva                            | Julia Chantrey                                                            | Laura Niccolò                                                                 |
| Alejandro                      | Marco Grazzini (st. 3) Alex House (st. 5)                                 | Gabriele Lopez                                                                |
| Sierra                         | Annick Obonsawin                                                          | Stella Musy                                                                   |
| Anne Maria                     | Athena Karkanis                                                           | Roberta Pellini                                                               |
| Brick McArthur                 | Jon Cor                                                                   | Antonio Giuliani                                                              |
| Cameron                        | Kevin Duhaney                                                             | Federico Campaiola                                                            |
| Dakota                         | Carliegh Beverly                                                          | Georgia Lepore                                                                |
| Dawn                           | Caitlynne Medrek                                                          | Guendalina Ward                                                               |
| Jo                             | Laurie Elliott                                                            | Monica Bertolotti                                                             |
| Lightning                      | Tyrone Savage (st. 4-5.1) Kwaku Adu-Poku (TDR)                            | Daniele Raffaeli (st. 4-5.1) Lorenzo Crisci (TDR)                             |
| Mike                           | Cory Doran                                                                | Paolo Vivio                                                                   |
| Sam                            | Brian Froud                                                               | Emiliano Coltorti                                                             |
| Scott                          | James Wallis                                                              | Flavio Aquilone                                                               |
| Staci                          | Ashley Peters                                                             | Letizia Scifoni                                                               |
| Zoey                           | Barbara Mamabolo                                                          | Domitilla D'Amico                                                             |
| Amy                            | Bryn McAuley                                                              | Ludovica Bebi                                                                 |
| Beardo                         | Clé Bennett                                                               | Metello Mori                                                                  |
| Dave                           | Daniel DeSanto                                                            | Federico Bebi                                                                 |
| Ella                           | Sunday Muse                                                               | Veronica Puccio (st. 5.2) Benedetta Gravina (TDR)                             |
| Jasmine                        | Katie Bergin                                                              | Rachele Paolelli                                                              |
| Leonard                        | Clé Bennett                                                               | Gabriele Patriarca                                                            |
| Max                            | Bruce Dow (st. 5.2) Tristan Mammitzsch (TDR)                              | Alex Polidori                                                                 |
| Rodney                         | Ian Ronningen                                                             | Marco Vivio                                                                   |
| Samey                          | Bryn McAuley                                                              | Giulia Franceschetti                                                          |
| Scarlett                       | Kristi Friday                                                             | Alida Milana                                                                  |
| Shawn                          | Zachary Bennett                                                           | Francesco Venditti                                                            |
| Sky                            | Sarah Podemski                                                            | Eva Padoan                                                                    |
| Sugar                          | Rochelle Wilson                                                           | Francesca Guadagno                                                            |
| Topher                         | Christopher Jacot                                                         | George Castiglia                                                              |
| Brody                          | Scott McCord                                                              | Emanuele Ruzza                                                                |
| Carrie                         | Kristin Fairlie                                                           | Elena Perino                                                                  |
| Devin                          | Jeff Geddis                                                               | Simone Veltroni                                                               |
| Chet                           | Darren Frost                                                              | Stefano Sperduti                                                              |
| Lorenzo                        | Carlos Diaz                                                               | Manuel Meli                                                                   |
| Crimson                        | Stacey DePass                                                             | Benedetta Degli Innocenti                                                     |
| Ennui                          | Carter Hayden                                                             | Alan Bianchi                                                                  |
| Dwayne                         | Neil Crone                                                                | Francesco Pezzulli                                                            |
| Junior                         | Jacob Ewaniuk                                                             | Riccardo Suarez                                                               |
| Ellody                         | Emilie-Claire Barlow                                                      | Giulia Franceschetti                                                          |
| Mary                           | Katie Griffin                                                             | Erica Necci                                                                   |
| Emma                           | Stacey DePass                                                             | Sabrina Duranti                                                               |
| Kitty                          | Stephanie Anne Mills                                                      | Francesca Manicone                                                            |
| Gerry                          | David Huband                                                              | Stefano Macchi                                                                |
| Pete                           | Adrian Truss                                                              | Fabrizio Dolce                                                                |
| Jacques                        | Scott McCord                                                              | Gianfranco Miranda                                                            |
| Josee                          | Julie Lemieux                                                             | Federica De Bortoli                                                           |
| Jay                            | Lyon Smith                                                                | Alessio Nissolino                                                             |
| Mickey                         | Lyon Smith                                                                | Mattia Nissolino                                                              |
| Jen                            | Ashley Botting                                                            | Ludovica Bebi                                                                 |
| Tom                            | Jeff Geddis                                                               | Omar Vitelli                                                                  |
| Kelly                          | Julie Lemieux                                                             | Laura Boccanera                                                               |
| Taylor                         | Bryn McAuley                                                              | Barbara De Bortoli                                                            |
| Laurie                         | Emilie-Claire Barlow                                                      | Gaia Bolognesi                                                                |
| Miles                          | Katie Griffin                                                             | Veronica Puccio                                                               |
| Tammy                          | Nicki Burke                                                               | Eva Padoan                                                                    |
| MacArthur                      | Nicole Stamp                                                              | Laura Romano                                                                  |
| Sanders                        | Evany Rosen                                                               | Valentina Favazza                                                             |
| Rock                           | Carlos Diaz                                                               | Andrea Lopez                                                                  |
| Spud                           | Carter Hayden                                                             | Marco Giansante                                                               |
| Ryan                           | Joseph Motiki                                                             | Daniele Giuliani                                                              |
| Stephanie                      | Nicki Burke                                                               | Barbara Pitotti                                                               |
| Jude Lizowski                  | Christian Potenza                                                         | Manuel Meli                                                                   |
| Axel                           | Tamara Almeida                                                            | Ludovica Bebi                                                                 |
| Bowie                          | Brandon Arrington                                                         | Gabriele Patriarca                                                            |
| Caleb                          | Kwaku Adu-Poku                                                            | Dimitri Winter                                                                |
| Chase                          | Julius Cho                                                                | Alex Polidori                                                                 |
| Damien                         | Daniel Keith Morrison                                                     | Federico Bebi                                                                 |
| Emma                           | Melanie Leishman                                                          | Perla Liberatori                                                              |
| Julia                          | Julia Sype                                                                | Francesca Manicone                                                            |
| Millie                         | Barbara Mamabolo                                                          | Ilaria Giorgino                                                               |
| MK                             | Kimberly Ann Troung                                                       | Giulia Franceschetti                                                          |
| Nichelle                       | Tymika Tafari                                                             | Veronica Puccio                                                               |
| Priya                          | Eman Ayaz                                                                 | Alice Venditti                                                                |
| Raj                            | Varun Saranga                                                             | Francesco Venditti                                                            |
| Ripper                         | Fred Kennedy                                                              | Daniele Raffaeli                                                              |
| Scary Girl                     | Katie Griffin                                                             | Monica Volpe                                                                  |
| Wayne                          | Jack Copland                                                              | Leonardo Graziano                                                             |
| Zee                            | Gerardo Gismondi                                                          | Lorenzo De Angelis                                                            |
| Parentele                      |                                                                           |                                                                               |
| Madre di DJ                    | Clé Bennett                                                               | Antonella Alessandro                                                          |
| Leshaniqua                     | Novie Edwards                                                             | Antonella Alessandro                                                          |
| Ginger                         | Sarah Gadon                                                               | Antonella Alessandro                                                          |
| Glerd McLean                   | Christian Potenza                                                         | Stefano Alessandroni                                                          |
| Padre di Lightning             | Tyrone Savage                                                             | Massimo Rossi                                                                 |
| José                           | Alex House                                                                | Enrico Di Troia                                                               |
| Altri personaggi               |                                                                           |                                                                               |
| Pazzo Assassino                | Clé Bennett                                                               | Massimo Corvo                                                                 |

## Trasmissione
A tutto reality ha debuttato in Canada dall'8 luglio 2007 su Teletoon, mentre negli Stati Uniti la serie è andata in onda dal 5 giugno 2008 su Cartoon Network, poi successivamente seguito da tutti gli altri paesi, arrivando a partire da settembre 2011 che la 1ª stagione di A tutto reality è stata trasmessa già in oltre 188 paesi nel mondo e ad oltre 100 paesi fino alla 3ª stagione, diventando uno dei maggiori successi di Fresh TV Inc. e di Teletoon. Al momento attuale anche la 4ª stagione è stata trasmessa in oltre 100 paesi.
La seguente lista mostra i principali paesi del mondo e i relativi canali televisivi che hanno trasmesso almeno la 1ª stagione di A tutto reality:
| Paese                 | Rete televisiva                                  |
| --------------------- | ------------------------------------------------ |
| Canada                | Teletoon e Télétoon                              |
| Stati Uniti d'America | Cartoon Network                                  |
| Italia                | K2, Frisbee, GXT e DeA Kids                      |
| Francia               | Télétoon+, Canal+ Family e Cartoon Network       |
| Spagna                | TVE, Disney XD e Canal Super3                    |
| Portogallo            | Panda Biggs, RTP 2 e Cartoon Network             |
| Paesi Bassi           | Jetix, Disney XD e Cartoon Network               |
| Regno Unito           | Jetix, Disney XD e Channel 4                     |
| Irlanda               | Jetix, Disney XD e RTÉ Two                       |
| Islanda               | Cartoon Network                                  |
| Norvegia              | Cartoon Network                                  |
| Svezia                | Cartoon Network                                  |
| Finlandia             | Cartoon Network                                  |
| Danimarca             | Cartoon Network                                  |
| Polonia               | Cartoon Network                                  |
| Ungheria              | Cartoon Network                                  |
| Romania               | Cartoon Network                                  |
| Bulgaria              | Cartoon Network e Diema                          |
| Russia                | Cartoon Network, MTV e 2x2                       |
| Messico               | Cartoon Network e MTV                            |
| Costa Rica            | Cartoon Network                                  |
| Barbados              | Cartoon Network                                  |
| Brasile               | Cartoon Network, Boomerang e RedeTV!             |
| Argentina             | Cartoon Network e Boomerang                      |
| Cile                  | Cartoon Network e Boomerang                      |
| Venezuela             | Cartoon Network, Boomerang, Televen e Venevisiòn |
| Colombia              | Cartoon Network, Boomerang e RCN Televisiòn      |
| Ecuador               | Cartoon Network, Boomerang e Oromar Televisión   |
| Perù                  | Cartoon Network e Boomerang                      |
| Australia             | Cartoon Network, ABC1 e ABC3                     |
| Nuova Zelanda         | Cartoon Network e TV 2                           |
| Nepal                 | Hunt TV                                          |
| Cina                  | Cartoon Network                                  |
| Giappone              | Cartoon Network                                  |
| Seychelles            | Victoria TV                                      |
| Sudafrica             | Cartoon Network                                  |
| Marocco               | Télétoon+ e Canal+ Family                        |
| Israele               | Children's Channel e Arutz HaYeladim             |

## Accoglienza
La serie ha ricevuto recensioni positive. Cake Entertainment, il principale distributore della serie, definisce A tutto reality straordinariamente popolare, mentre i creatori della serie dicono che per gli adolescenti di tutto il mondo, A tutto reality è molto più di una parodia di un reality show. È il reality show!.

### Critica
La prima stagione A tutto reality - L'isola ha ricevuto il plauso generale da critica e fan. Gli utenti da TV.com hanno dato un voto di 8,6 su 10, mentre gli utenti da IMDb hanno dato un 7,5 su 10 e Common Sense Media ha dato 4 stelle su 5, definendolo una "intelligente parodia a cartoni di un reality show".
La seconda stagione A tutto reality - Azione!, tuttavia, ha ricevuto meno consensi, anche se alcuni critici la considerano una stagione ottima quanto la prima.
La terza stagione A tutto reality - Il tour ha ricevuto ottime recensioni dai critici e ha inoltre vinto diversi premi, tra cui Migliore serie animata, benché qualche critica non sia mancata per via della trama tra Gwen, Duncan e Courtney.
La quarta stagione A tutto reality - La vendetta dell'isola ha ricevuto recensioni positive grazie al nuovo cast e ambientazione, ma è stata anche criticata per la durata più breve rispetto alle stagioni precedenti.
La quinta stagione A tutto reality - All-Stars ha ricevuto perlopiù critiche negative, per via della trama fra Gwen e Courtney e della scrittura fuorviante dei personaggi rispetto alle iterazioni precedenti.
La sesta stagione A tutto reality - L'isola di Pahkitew ha ricevuto un buon successo di critica, dovuto in particolare all'eterogeneità dei nuovi concorrenti, sebbene non siano mancati giudizi negativi agli stereotipi di buona parte dei concorrenti e alle prove.
Il primo spin-off Missione Cosmo Ridicola ha avuto numerose critiche positive, ma anche negative. La maggiore motivazione delle critiche negative è dovuta alla mancanza del presentatore Chris McLean e al cambiamento delle regole del gioco.
Il secondo spin-off A tutto reality - Le origini ha avuto un grandissimo riscontro negativo causato dal radicale cambiamento del formato della serie, ma è stato anche apprezzato per la comicità dei personaggi.
La stagione revival A tutto reality - L'isola: Il ritorno ha ricevuto moltissime critiche positive per una rinascita della serie e qualche critica negativa dovuta ad alcuni concorrenti. Nel complesso la stagione è stata ben apprezzata e tuttora rappresenta un nuovo inizio per la serie.

### Riconoscimenti

#### A tutto reality - L'isola
- 2008 – Gemini Awards[30][31]
  - Nomination Miglior serie o programma televisivo a Tom McGillis, George Elliott, Brian Irving e Jennifer Pertsch
- 2010 – Kidscreen Awards[32]
  - Miglior programma per bambini e ragazzi

#### A tutto reality - Il tour
- 2010 – ToonZone Awards[33]
  - Migliore serie televisiva
  - Migliore colonna sonora per una serie TV
  - Nomination miglior voce femminile a Annick Obonsawin (Sierra )
  - Nomination miglior voce maschile a Carter Hayden (Noah)
  - Nomination miglior canzone (Oh my Izzy)
- 2011 – Kidscreen Awards[34]
  - Migliore serie animata
  - Miglior talento vocale

## Sigle

### Sigla iniziale
La sigla della serie è il brano I Wanna Be Famous. Nelle prime trasmissioni italiane delle prime due stagioni era stata usata la versione originale in lingua inglese, mentre a partire dalla terza stagione ne viene utilizzata una versione tradotta in italiano (successivamente impiegate anche per le successive repliche delle due stagioni precedenti) eseguita dall'attore Claudio Boschi. Per la 5ª e la 6ª viene usata una versione ridotta e modificata di I Wanna Be Famous della durata di solo 20 secondi, come richiesto dalla Cartoon Network. Nell'adattamento italiano è stata lasciata la versione inglese, visto che nella sigla in italiano delle due precedenti la sigla era stata tradotta, lasciando però in inglese I Wanna Be Famous. Lo spin-off A tutto reality presenta: Missione Cosmo-Ridicola (su richiesta della rete Cartoon Network) utilizza una nuova canzone totalmente strumentale, sempre della durata di 20 secondi.
Per la stagione revival, A tutto reality - L'isola: Il ritorno, è stata usata una versione remixata del brano I Wanna Be Famous sempre con la durata di 20 secondi.

### Sigla finale
La sigla finale è messa dopo che Chris annuncia l'appuntamento alla puntata successiva. Solo nell'ultimo episodio della 3ª stagione la sigla finale non porta alla fine dell'episodio. A partire dalla 5ª stagione in poi, la sigla finale è stata rifatta e dura sempre 30 secondi. Nello spin-off la sigla è nuova ed è anch'essa della durata di 30 secondi.
Nella stagione revival, A tutto reality - L'isola: Il ritorno, la sigla finale è un remix della sigla finale delle vecchie stagioni ed è sempre con la durata di 30 secondi.